# Toshirō Yanagiba
Toshirō Yanagiba (柳葉 敏郎, Yanagiba Toshirō), né le 3 janvier 1961 à Daisen dans la préfecture d'Akita au Japon, est un acteur japonais.

## Filmographie partielle

### Au cinéma
- 1986 : Minami e hashire, umi no michi o! (南へ走れ、海の道を!?) de Seiji Izumi (ja)
- 1988 : Shigatsu kaidan (四月怪談?) de Kazuya Konaka (ja)
- 1988 : Espoir et Douleur (ダウンタウン・ヒーローズ, Dauntaun Hiirōzu?) de Yōji Yamada
- 1990 : Saraba itoshino yakuza (さらば愛しのやくざ?) de Seiji Izumi (ja)
- 1998 : Bayside Shakedown: The Movie (踊る大捜査線 THE MOVIE, Odoru daisosasen: The Movie?) de Katsuyuki Motohiro
- 2003 : Bayside Shakedown 2 (踊る大捜査線 THE MOVIE 2 レインボーブリッジを封鎖せよ！, Odoru daisosasen: The Movie 2 - Reinbō burijji o fūsa seyo!?) de Katsuyuki Motohiro
- 2005 : Lorelei, la sorcière du Pacifique (ローレライ, Lorelei?) de Shinji Higuchi : Toshiro Kizaki
- 2005 : Kita no zeronen (北の零年?) d'Isao Yukisada : Denzo Mamiya
- 2008 : Personne ne veille sur moi (誰も守ってくれない, Dare mo mamotte kurenai?) de Ryōichi Kimizuka : Keisuke Honjo
- 2010 : Space Battleship (Space Battleship ヤマト, Uchu Senkan Yamato?) de Takashi Yamazaki
- 2011 : Isoroku (聯合艦隊司令長官 山本五十六, Rengō kantai shirei chōkan: Yamamoto Isoroku?) d'Izuru Narushima : Shigeyoshi Inoue

### Doublage
- 1988 : Souvenirs goutte à goutte (おもひでぽろぽろ, Omohide Poro Poro?) d'Isao Takahata : Toshio

## Distinctions
Sauf indication contraire, les informations mentionnées dans cette section peuvent être confirmées par la base de données cinématographiques IMDb,  présente dans la section « Liens externes ».

### Récompenses
- 1987 : prix de la révélation de l'année pour Minami e hashire, umi no michi o! aux Japan Academy Prize[1]
- 1991 : prix Blue Ribbon du meilleur acteur dans un second rôle pour Saraba itoshino yakuza[2]

### Nominations
- 1989 : prix du meilleur acteur dans un second rôle pour Shigatsu kaidan et Espoir et Douleur aux Japan Academy Prize[3]
- 1999 : prix du meilleur acteur dans un second rôle pour Bayside Shakedown: The Movie aux Japan Academy Prize[4]
- 2004 : prix du meilleur acteur dans un second rôle pour Bayside Shakedown 2 aux Japan Academy Prize[5]